# Pasitrichotus signficans
Pasitrichotus signficans är en tvåvingeart som beskrevs av Collin 1933. Pasitrichotus signficans ingår i släktet Pasitrichotus och familjen dansflugor. Inga underarter finns listade i Catalogue of Life.